# Вафин, Мунир Махмутович
Мунир Махмутович Вафин (род. 16 января 1961 года) — татарский писатель и поэт, журналист. Член Союза писателей РБ.

## Биография
Мунир Махмутович Вафин родился 16 января 1961 года в д. Метевбаш Белебеевского района Башкортостана.
В 1990 году окончил Башкирский государственный университет (ныне Уфимский университет науки и технологий).
По окончании университета Мунир Вафин работал в республиканской молодежной татароязычной газете «Омет», был секретарем, заведующим отделом поэзии журнала «Тулпар». Работал корреспондентом радио «Азатлык» («Свобода»).
Пишет сатирические, юмористические стихи, пародии.

## Творческая деятельность
- М. М. Вафин «Посеял слово». Изд. «Китап» имени Зайнаб Биишевой, 2001 г.
- М. М. Вафин «Колесо жизни: Стихи» Казань. Татарское книжное издательство, 2004 г.
- М. М. Вафин «Тайны сердца». Изд. «Китап» 2007 г.
- М. М. Вафин «Хвастливый Гата: стихи для детей» Татарское книжное издательство, 2011 г.
- М. М. Вафин «Мелодии тишины», Изд. «Китап» 2011 г.